# Saint-Hippolyte, Charente-Maritime

Saint-Hippolyte este o comună în departamentul Charente-Maritime, Franța. În 1 ianuarie 2022 avea o populație de 1.485 de locuitori.